# Ameroseius sculptilis
Ameroseius sculptilis es una especie de ácaro del género Ameroseius, familia Ameroseiidae. Fue descrita científicamente por Berlese en 1916.
Esta especie ha sido registrada en Eslovaquia.